# Obadi
Obadi är ett samhälle i Bosnien och Hercegovina.   Det ligger i entiteten Republika Srpska, i den östra delen av landet, 80 km öster om huvudstaden Sarajevo. Obadi ligger 486 meter över havet och antalet invånare är 191.
Terrängen runt Obadi är kuperad, och sluttar norrut. Närmaste större samhälle är Milići, 19,6 km väster om Obadi. 
I omgivningarna runt Obadi växer i huvudsak lövfällande lövskog. Runt Obadi är det ganska tätbefolkat, med 67 invånare per kvadratkilometer.